# Wintersingen
Wintersingen est une commune suisse du canton de Bâle-Campagne, située dans le district de Sissach.

## Monuments et curiosités
L'église paroissiale réformée, située sur une éminence au sud du village viticole allongé, fut transformée en 1676 par Daniel Hartmann. Le presbytère à l'entrée du village remonte à 1662.